# Sapoba paradryope
Sapoba paradryope är en insektsart som beskrevs av Rauno E. Linnavuori och Al-ne'amy 1983. Sapoba paradryope ingår i släktet Sapoba och familjen dvärgstritar. Inga underarter finns listade i Catalogue of Life.